# Genitiv
Genitiv är ett grammatiskt kasus, som oftast markerar ägarskap – att ett visst substantiv äger, innehar eller besitter ett annat substantiv. Ett exempel på en vanlig genitivkonstruktion är mannens hus, som i tyskan uttrycks med das Haus des Mannes och i finskan miehen talo.

## Genitiv i svenskan
Genitiv markeras i standardsvenskan med ett så kallat "genitiv-s" – som vanligen placeras sist på ordet som skall markeras – till exempel Eriks. Namn som slutar på ‑"s", ‑"x" eller ‑"z" har ingen genitivändelse i tal eller skrift.
Fram till mitten 1900‑talet har genitiv av ord och namn på ‑"s", ‑"x" eller ‑"z" i skrift betecknats med apostrof (”Marx’ skrifter”). Därefter rekommenderar auktoritativa skrivregler att apostrof endast används efter ‑"s", ‑"x" eller ‑"z" om det behövs för att förtydliga: “Det är Andreas’ tur (= Andreas), inte Andreas (= Andrea)”. Omskrivning rekommenderas för att undvika att behovet uppstår.
I engelska markeras genitiv med apostrof följt av s – Anna's, vilket i svensk text är fel. Genitiv av Anna skrivs enligt svenska språkregler alltid Annas och aldrig Anna's.
I modern standardsvenska används genitiv främst för att ange ägande och tillhörighet, men det förekommer också i vissa speciella uttryck – bland annat för vissa plats- och tidsangivelser – som exempelvis Hon var utomlands i somras. I fornsvenskan hade dock genitiven betydligt fler användningsområden. Bland annat styrde prepositionen "till" genitiven – vilket lever kvar i ett antal uttryck – som i till sjöss, till fots, till skänks och så vidare.

### Genitiv troligen inte kasus i standardsvenskan
Huruvida genitiven skall betraktas som ett kasus i standardsvenskan är omdiskuterat, och moderna forskningsrön tyder på att det inte är ett kasus, även om vissa nutida grammatikböcker fortfarande hävdar det. Argumenten mot att s‑genitiv är ett kasus är bland annat att man ofta i nutida standardsvenska sätter ut genitivändelsen -s på det sista ordet i en nominalfras – i stället för på det substantiviska huvudordet. Genitivändelsen ‑s uppträder så vid exempelvis gruppgenitiv. Genitivändelsen får då gälla hela nominalfrasen och den beter sig i viss mån som ett självständigt element i frasen, som kan benämnas klitisk partikel eller frasklitika) – snarare än som en böjning eller kasus (se vidare: Kasus i svenska). Gruppgenitiv finns i uttryck som ”mannen på gatans åsikter”, och ändelsen ‑s kan fogas till icke‐nominala ord i talspråkliga vändningar som ”grabben ovanpås”.
Att använda s‑genitiv som en kasusändelse ger ett formellt och ålderdomligt intryck:

| Genitivkasus     | kungens av Danmark slott |
| Klitisk partikel | kungen av Danmarks slott |

Ett annat skäl är att kongruens med adjektiv har försvunnit. I nysvenskan har varken dialekter eller standardsvenska fraser som ens gammals mans häst, som fanns i fornsvenska. För det tredje saknas rektion, vilket betyder att ord i s‑genitivform inte styrs av verb eller preposition utom i relikter som ”till bords”. För det fjärde saknar s‑genitivändelsen allomorfer och är opåverkad av värdordet.
De fyra argumenten ovan talar mot att genitiv är ett kasus på standardsvenska substantiv. Men i Svenska Akademiens Grammatik har författarna behållit analysen att genitiv är ett kasus i standardsvenska; resonemanget är då att genitiv är ett kasus för nominalfrasen i stället för det enskilda ordets kasus.

### Gruppgenitiv
Gruppgenitiv är en av anledningarna till att genitivens status som kasus i svenskan är omdiskuterad. För många är det mer naturligt att säga Länsstyrelsen i Jämtlands läns beslut än Länsstyrelsens i Jämtlands län beslut. I äldre språkvård[förklaring behövs] var rekommendationen, för formell stil, att man satte genitivändelsen på huvudordet – som i det senare exemplet. På det sättet blir det heller ingen tvekan om att det är länsstyrelsens beslut som avses medan betydelsen kan bli tvetydig med genitivändelsen på det sista ordet (i en sammanhållen fras) – även om det känns mer naturligt. Rekommendationen i dag är därför istället att man skriver om texten så att man undviker gruppgenitiv.

### Genitiv i svenska folkmål
I de nordiska talade språkliga varieteterna skedde en stor inskränkning i genitivens användning med början omkring 1300. Inom det nordiska språkområdet är det bara isländskan som bevarat genitiv som ett stark talspråkligt kasus. Till och med i den konservativa älvdalskan är genitiv troligen inte en böjningsform. Omskrivningar används allmänt i folkliga nordiska talspråk (utom isländska) i stället för genitiv.

#### A-genitiv
I  vissa folkmål i sydvästra Sverige (Halland, östra Småland, Västergötland, Skåne och östra Blekinge) finns dock så kallad a‑genitiv, som troligen är en böjningsform och inte en klitisk partikel (frasklitika). A‑genitiv finns huvudsakligen i personnamn och ortnamn; vid andra substantiv används omskrivningar som ”benen på hästen” istället för ”hästens ben.” Undantagsvis har appellativ a‑genitiv.
Ändelserna i a‑genitiv varierar, men i de enklaste fallen är ändelserna dessa:
| Grundform                             | A‑genitivform                | A‑genitivändelse             | Fornsvensk ändelse           |
| starka substantiv (egennamn)          | starka substantiv (egennamn) | starka substantiv (egennamn) | starka substantiv (egennamn) |
| ------------------------------------- | ---------------------------- | ---------------------------- | ---------------------------- |
| Erik (mansnamn)                       | Erika bil                    | ‑a                           | ‐ar                          |
| Bo (mansnamn)                         | Boa bil                      | ‑a                           | ‐ar                          |
| Gudrun (kvinnonamn)                   | Gudruna bil                  | ‑a                           | ‐ar                          |
| My (kvinnonamn)                       | Mya bil                      | ‑a                           | ‐ar                          |
| svaga substantiv (egennamn)           |                              |                              |                              |
| Sture (mansnamn med n‑stamsböjning)   | Stura bil                    | ‑a                           | ‐a                           |
| Stina (kvinnonamn med n‑stamsböjning) | Stine bil                    | ‑e                           | ‐o                           |
| starka substantiv (ortnamn)           |                              |                              |                              |
| Ås (ortnamn)                          | Åsa fotbollslag              | ‑a                           | ‐ar                          |

Fornsvenska utljudande ‑o i feminina n‑stammar blir ‑e i dessa mål; genitiven har varit Stino – jämför standardsvenska kvinnofrid – men alla svagtoniga ‑o har blivit ‑e. Den fornsvenska genitivändelsen ‑ar har blivit ‑a genom r‑bortfall i dessa mål.
I a‑genitivböjning får alltså starka substantiv ändelsen ‑a (eller variationer därav som ‑as), medan svaga substantiv (mansnamn på ‑e och kvinnonamn på ‑a) får vokaländring till ‑a respektive ‑e enligt tabellen.
Att ‑ar anges som fornsvensk ändelse på starka substantiv i tabellen skall inte tolkas som att starka substantiv allmänt hade denna genitiv i fornsvenska, utan att genitivändelsen ‑a på vissa egennamn som är (var) starka substantiv har sitt ursprung i den fornsvenska genitivändelsen ‑ar, och att denna ändelse ‑a generaliserats för egennamn som är (var) starka substantiv. Vissa fornsvenska namn hade alltså genitivändelsen ‑ar, som sedan blev ‑a, och dessutom spreds till namn som i fornsvenska hade genitivändelsen ‑s (Erik–Eriks i fornsvenska), och till moderna namn som My.
Julius Swenning menade dock, att ändelsen ‑a inte kommer av fornsvenska ‑ar som har bevarats i eller spridits till starka substantiv, utan var en generalisering av de maskulina svaga n‑stammarnas ändelse.
Appellativ som betecknar personer kan ha a‑genitiv. Hos de närmast egennamnslika mamma och pappa är genitiverna mamme och pappe allmänna i Långarydsmålet. Även mindre namnlika ord som kapten och faster kan ha genitiverna kaptena och fastera.

### Förkortningar
Genitiv för förkortningar skrivs vanligen som :s – till exempel SJ:s tidtabell och ABB:s styrelse. Undantaget är förkortningar som uttalas som ord och inte bokstavskombinationer, till exempel Saab och Asea, som böjs med vanligt genitiv-s – Saabs växellådor och Aseas generatorer. Förkortningar som slutar på s får vanligen inget genitiv-s – utan man skriver till exempel SAS flygvärdinnor och BRIS jourtelefon.

### Ortnamn
Ortnamn som slutar på konsonant får ett genitiv-s, exempelvis Stockholms tingsrätt, medan namn som slutar på vokalljud ofta står oförändrade som genitivattribut i fasta uttryck – exempelvis Solna tingsrätt, Malmö hamn, Uppsala kommun, men Ljungbys invånare. Till dessa orter hör även Kalmar (av det äldre Kalmare) och Gibraltar trots att de slutar på konsonant. Vissa ortnamn får istället bortfall, antingen i alla fasta förbindelser – som Falun (Falu kommun) eller bara i vissa – (Trollhätte kanal men Trollhättans Stad].
På senare tid har avsaknad av genitiv-s även börjat förekomma i enstaka fall för ortnamn som slutar på konsonant – exempelvis Marieberg köpcentrum (utanför Örebro), som stavas utan genitiv-s av centrumanläggningens ägare. Något vanligare är det för ortnamn som slutar på "-stad", t.ex. Kristianstad studentkår – vilket förutsätter att man uttalar ortnamnet med stumt "-d".
Denna praxis förekommer vanligen då det rör sig om namn på specifika institutioner. Säger man t. ex. "Volvo Kundservice", så antyder man att det finns en specifik avdelning inom företaget Volvo med just detta namn.
Sammansättningsledet Marie- i Marieberg är i sig för övrigt en försvenskad latinsk genitivform för femininum. Sådana former är alltjämt vanliga i ortnamnssammansättningar som Sofiero, Kristineberg, Helenelund med flera. Marie förekommer också i fler fasta förbindelser idag till exempel "Marie bebådelsedag" och "Jungfru Marie nycklar".

### Inlånade former
Latiniserade släktnamn och andra namn på -us har tidigare ofta fått genitiv enligt latinskt mönster på -i eller andra ändelser (beroende på ordets genus) – som i exempelvis Orphei Drängar. På grund av latinets minskade direkta betydelse blir detta dock alltmer ovanligt – mycket beroende av den minskade kännedomen om latinets grammatik. Latinska genitiv förekom också flitigt inom kyrkan, där en del också lever kvar, med kanske de bästa exemplen – Jesu Kristi och Jesu liv. Genitivformerna Pauli (i Pauli brev), Petri ( i Petri andra brev) och evangelii övergavs i 1917 års kyrkobibel och är idag mycket ovanliga i skrift.
Under påverkan av engelskan förekommer det i dag att genitivändelsen (-s) i skrift åtskiljs från sitt huvudord med en apostrof, men detta är inkorrekt i svenska.

### Exempel på uttryck och ord med genitivändelser
Tidigare hade genitiven en större betydelse i svenskan än vad de har nu. Till exempel styrde vissa prepositioner detta kasus och olika ord hade olika genitivändelser – som i till exempel isländskan och tyskan, samt i ännu högre grad i de slaviska och baltiska språken. I nutida standardsvenska finns detta nästan bara kvar i vissa uttryck och ord.
| Exempel på uttryck                                                                                | Kategori                                                                                      |
| ------------------------------------------------------------------------------------------------- | --------------------------------------------------------------------------------------------- |
| - till sjöss - till sängs - inombords - utomlands                                                 | -s som genitivändelse.                                                                        |
| - dagsens sanning - riksens ständer - livsens rot - mörksens gärningar                            | Tidigare böjdes både huvudordet och den bestämda ändelsen i genitiv (se Species (grammatik)). |
| - allehanda - gå till väga - till handa - (falla någon) till föga - tillryggalägga - i mannaminne | -a som genitivändelse (pluralform)                                                            |
| - gå till spillo - kvinnokläder - sidospår                                                        | -o som genitivändelse.                                                                        |
| - vara till salu - gatukorsning - furuskog                                                        | -u som genitivändelse.                                                                        |

## Genitivändelser i olika språk
(Ej komplett hos alla listade språk)
- Engelska: -'s, -s', -' (eller prepositionen of)
- Finska: -n, -in
- Fornsvenska: -s, -u, -o, -e, -a
- Franska: saknar genitivändelse (använder prepositionen de istället)
- Isländska: -s, -a, -ar, -u
- Japanska: saknar genitivändelse (använder partikeln の istället)
- Kinesiska saknar genitivändelse (använder ofta 的 (de) istället)
- Klingonska: -wI',-wIj; -ma',-maj; -lI',-lIj; -ra',-raj; -Daj; chaj
- Kurdiska: -ê, -î
- Latin: -ae, -arum; -i, -orum; -is, -um; -us, -uum; -rum
- Litauiska: -o, -io, -os, -ės, -ios, -ies, -aus, -iaus, -ens, -ers; -ų, -ių
- Ryska: -a, -i, (-u); -0, -ov, -ej (fonologisk transkription)
- Spanska: saknar genitivändelse (använder prepositionen de istället)
- Svenska: -s
- Turkiska: -in, -un, -ün, -ın (kan i possessiva ändelser ha ett epentetisk <n> och i gemen böjning ett epentetisk <y>)
- Tyska: -s, -es, en, ens